# Gare de Reims-Maison-Blanche
La gare de Reims-Maison-Blanche est une gare ferroviaire française de la ligne d'Épernay à Reims, située sur le territoire de la ville de Reims, quartier de La Maison Blanche, dans le département de la Marne en région Grand Est.
C'est une halte voyageurs de la Société nationale des chemins de fer français (SNCF), desservie par des trains TER Grand Est.

## Situation ferroviaire
Établie à 95 mètres d'altitude, la gare de Reims-Maison-Blanche est située au point kilométrique (PK) 168,524 de la ligne d'Épernay à Reims, entre les gares de Trois-Puits et Reims-Franchet d'Esperey.
Elle possède deux voies : la voie 1 en direction de la gare de Reims et la voie 2 en direction de la gare d'Épernay ou de l'embranchement permettant de rejoindre la gare de Champagne-Ardenne TGV sur la LGV Est européenne.

## Histoire

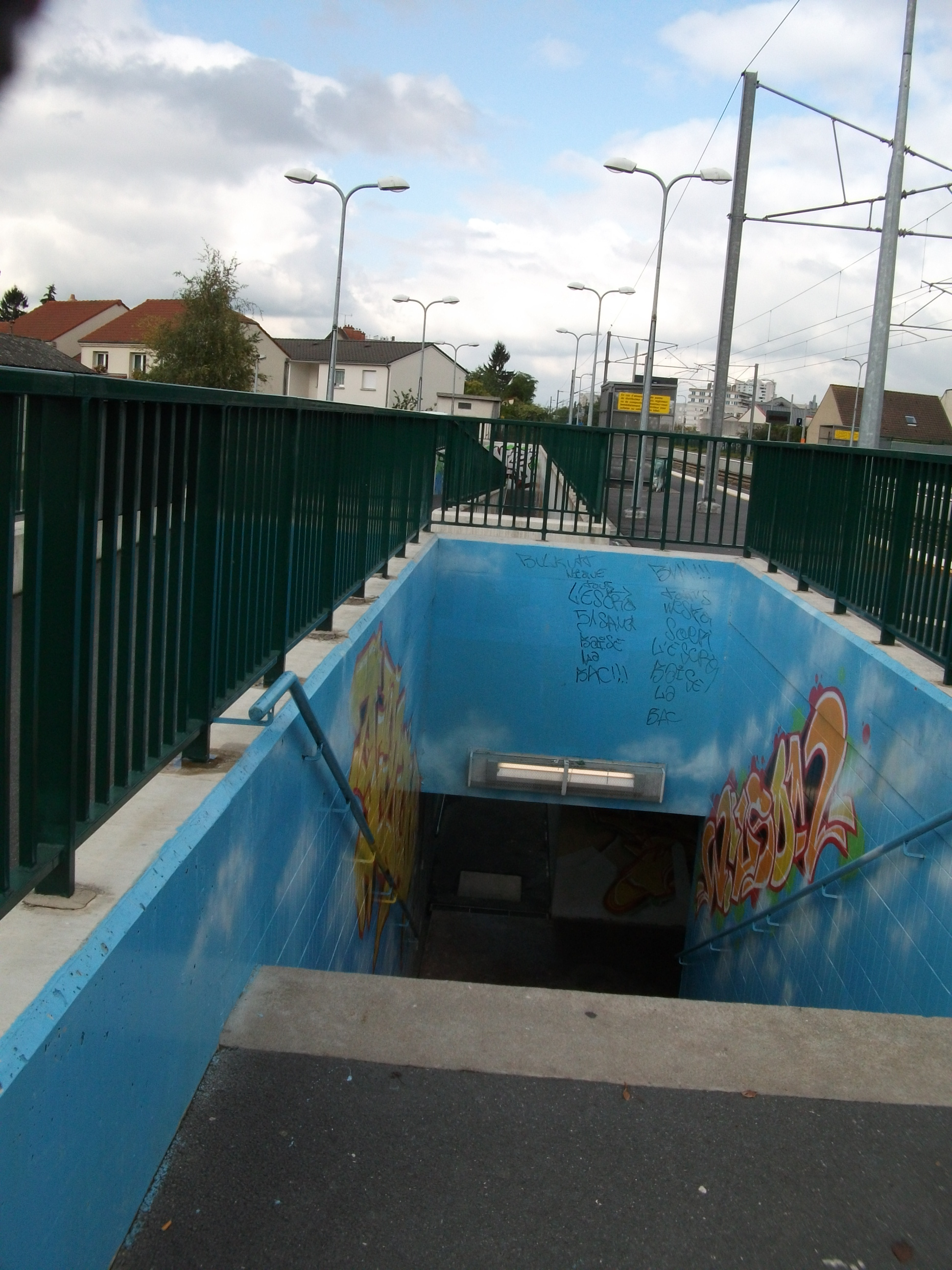
Passage souterrain.

Elle a connu une rénovation pendant les années 2006-2007 en vue de l'arrivée du TGV Est Européen.

## Fréquentation
Selon les estimations de la SNCF, la fréquentation annuelle de la gare figure dans le tableau ci-dessous
.
| Année     | 2015   | 2016   | 2017   | 2018   | 2019   | 2020   | 2021   | 2022    | 2023    | 2024    |
| --------- | ------ | ------ | ------ | ------ | ------ | ------ | ------ | ------- | ------- | ------- |
| Voyageurs | 37 825 | 40 332 | 52 332 | 60 440 | 74 693 | 56 436 | 88 630 | 112 140 | 141 272 | 168 135 |

## Service des voyageurs

### Accueil
Halte SNCF, c'est un point d'arrêt non géré (PANG) à entrée libre. Elle est équipée d'un automate permettant l'achat de billets régionaux et d'un composteur. 
L'entrée y est possible depuis la rue du Havre ou la rue de la Maison-Blanche (Reims) qui se termine en impasse devant celle-ci. L'accès aux quais est permise grâce au souterrain permettant également de relier les deux accès de la gare. Ce souterrain est muni de rampes permettant la circulation de personne à mobilité réduite ou de vélos. Les quais sont pourvus de bancs et d'un abri de quai chacun.

### Desserte
Reims-Maison-Blanche est desservie par des trains TER Grand Est (lignes de Reims à Épernay, de Sedan ou Charleville-Mézières à Champagne-Ardenne TGV et de Reims à Champagne-Ardenne TGV située sur la commune de Bezannes).

### Intermodalité
La gare est desservie par le réseau CITURA grâce à la ligne  bus    4  (Orgeval ↔ Hôpital Debré) via l'arrêt Machet et la ligne  bus    7  (Gare Centre ↔ Apollinaire) via l'arrêt Maison-Blanche. En soirée, il est possible de rejoindre la gare par l'arrêt Maison Blanche ou l'arrêt Wilson de la ligne  bus  40  (Épinettes ↔ Maison Blanche ou Val de Murigny) situés un peu plus loin.